# بسته‌بندی مدار مجتمع

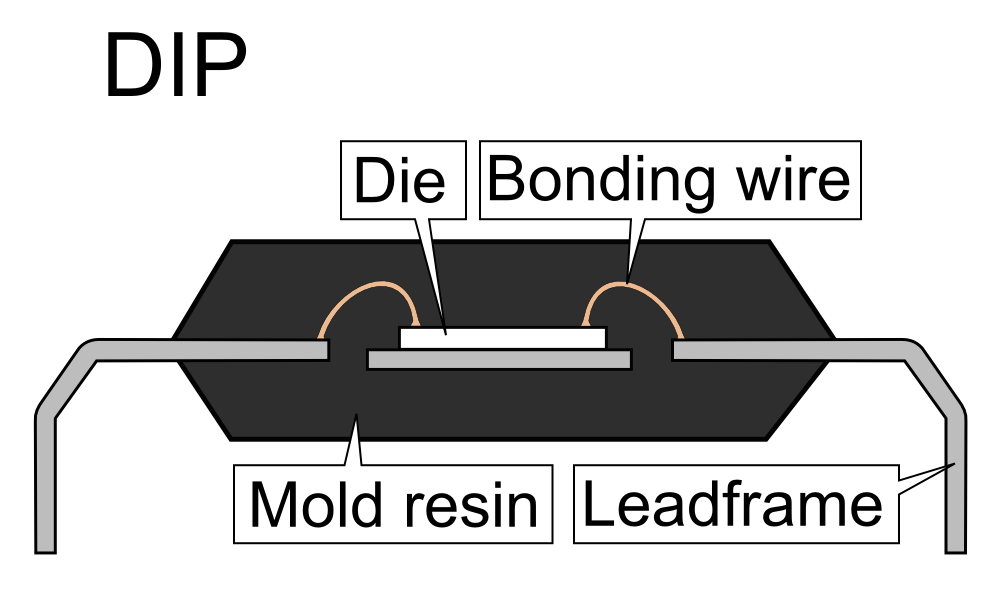
برش عرضی بستهٔ ردیفی دوگانه. این نوع بسته‌بندی یک قالب کوچک دای نیم‌رسانا را در خود جای داده‌است، با سیم‌های میکروسکوپی که دای را به قاب‌های پایه متصل کرده و امکان برقراری اتصالات الکتریکی به پی‌سی‌بی را فراهم می‌کند.

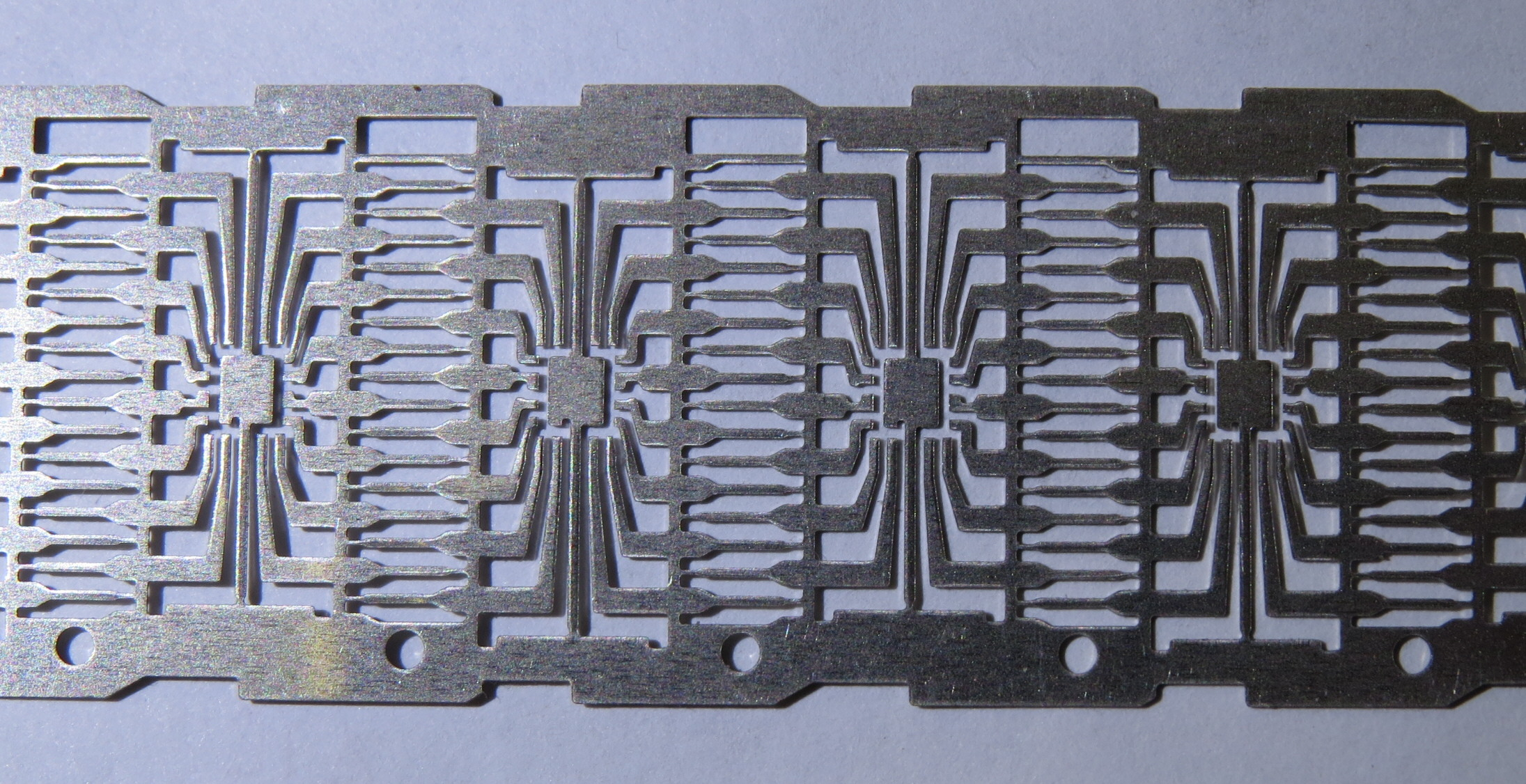
ردیفی دوگانه (DIP) نوار قاب پایه فلزی با اتصالات

در ساخت افزاره‌های الکترونیکی، بسته‌بندی مدار مجتمع آخرین مرحله برساخت ادوات نیم‌رسانا است، که در آن ساختمان چهارگوش مواد نیم‌رسانا در یک محفظه نگهدارنده قرار می‌گیرد که از آسیب فیزیکی و خوردگی جلوگیری می‌کند. این محفظه، که به عنوان «بسته» شناخته می‌شود، از اتصال‌های الکتریکی که قطعه را به بُرد مدار متصل می‌کند، پشتیبانی می‌کند.
در صنعت مدارهای مجتمع، اغلب از این فرایند به عنوان بسته‌بندی یاد می‌شود. نام‌های دیگر شامل مونتاژ افزاره نیم‌رسانا، مونتاژ، پوشینه‌دارسازی یا درزگیری است.
مرحله بسته‌بندی با آزمایش مدار مجتمع دنبال می‌شود.
این اصطلاح گاهی با بسته‌بندی الکترونیکی اشتباه می‌شود، که عبارت است از نصب و میان‌هابِندسازی مدارهای مجتمع (و سایر اجزاء) بر روی بردهای مدار چاپی.

## انواع بسته‌های متداول
- فناوری تمام-سوراخ
- فناوری نصب-سطحی
- جا تراشه قطعه‌ای
- آرایه مشبک پین
- بسته تخت
- مدار مجتمع برون‌خط کوچک
- بسته مقیاس-تراشه‌ای
- آرایه مشبک توپی
- ترانزیستور، دیود، بسته‌های آی‌سی تعداد پین کوچک
- بسته‌های چند-تراشه‌ای